# Campeonato da Albânia de Ciclismo em Estrada
Os campeonatos da Albânia de Ciclismo em Estrada estão organizados periodicamente desde 1998.

## Pódios dos campeonatos masculinos

### Ciclismo em estrada
| Ano  | Ganhador          | Segundo        | Terceiro        |
| ---- | ----------------- | -------------- | --------------- |
| 1998 | Besnik Musaj      | Gezim Miloja   | Altin Buzi      |
| 1999 | Besnik Musaj      | Agron Bogan    | Alexander Lazri |
| 2002 | Besnik Musaj      | Vangjel Kule   | Palion Zarka    |
| 2007 | Palion Zarka      | Erjon Buzi     | Jonid Tosku     |
| 2008 | Shpat Karai       | Besmir Banushi | Erjon Buzi      |
| 2009 | Eugert Zhupa      | Redi Halilaj   | Ervin Haxhi     |
| 2010 | Redi Halilaj      | Ylber Sefa     | Besmir Banushi  |
| 2011 | Eugert Zhupa      | Besmir Banushi | Erjon Buzi      |
| 2012 | Eugert Zhupa      | Ylber Sefa     | Besmir Banushi  |
| 2013 | Redi Halilaj      | Yrmet Kastrati | Olsian Velia    |
| 2014 | Xhuliano Kamberaj | Iltjan Nika    | Klinti Grembi   |
| 2015 | Redi Halilaj      | Iltjan Nika    | Eugert Zhupa    |
| 2016 | Eugert Zhupa      | Iltjan Nika    | Redi Halilaj    |
| 2017 | Ylber Sefa        | Redi Halilaj   | Besmir Banushi  |
| 2018 | Ylber Sefa        | Eugert Zhupa   | Olsian Velia    |
| 2019 | Ylber Sefa        | Olsian Velia   | Drini Bardhi    |

### Contrarrelógio
| Ano  | Ganhador       | Segundo           | Terceiro        |
| ---- | -------------- | ----------------- | --------------- |
| 2002 | Palion Zarka   | Besnik Musaj      | Admir Hasimaj   |
| 2007 | Palion Zarka   | Erjon Plaka       | Besmir Banushi  |
| 2008 | Palion Zarka   | Ervin Haxhi       | Leonard Zeneli  |
| 2009 | Eugert Zhupa   | Ervin Haxhi       | Palion Zarka    |
| 2010 | Não organizado |                   |                 |
| 2011 | Eugert Zhupa   | Ylber Sefa        | Sufa Autin      |
| 2012 | Eugert Zhupa   | Ylber Sefa        | Donald Mukaj    |
| 2013 | Redi Halilaj   | Olsian Velia      | Marius Huqi     |
| 2014 | Iltjan Nika    | Xhuliano Kamberaj | Marildo Yzeiraj |
| 2015 | Eugert Zhupa   | Iltjan Nika       | Besmir Banushi  |
| 2016 | Eugert Zhupa   | Ylber Sefa        | Laert Bregu     |
| 2017 | Iltjan Nika    | Besmir Banushi    | Olsian Velia    |
| 2018 | Eugert Zhupa   | Olsian Velia      | Besmir Banushi  |
| 2019 | Ylber Sefa     | Olsian Velia      | Drini Bardhi    |

### Ciclismo em estrada esperanças
| Ano  | Ganhador    | Segundo         | Terceiro     |
| ---- | ----------- | --------------- | ------------ |
| 2015 | Iltjan Nika | Marildo Yzeiraj | Krisel Sota  |
| 2017 | Iltjan Nika | Kristi Sota     | Devis Hasa   |
| 2019 | Klidi Jaku  | Bruno Kola      | Marcelo Kola |

### Contrarrelógio Esperanças
| Ano  | Ganhador    | Segundo         | Terceiro     |
| ---- | ----------- | --------------- | ------------ |
| 2015 | Iltjan Nika | Marildo Yzeiraj | Krisel Sota  |
| 2019 | Klidi Jaku  | Bruno Kola      | Marcelo Kola |